# 研磨布紙
研磨布紙（けんまふし、英: coated abrasive）は、研磨材を布や紙に接着した工具である。金属・木材などの研削・研磨に使用される。シート状で基材が紙のものは、サンドペーパー、紙やすりとも呼ばれる。

## 構造

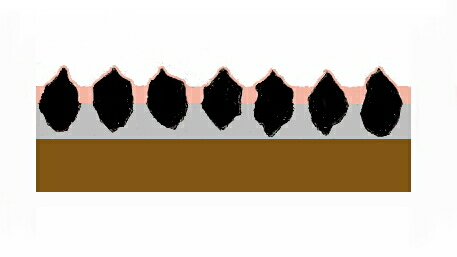
図1 研磨布紙の断面図下から、基材、メーク・コート、サイズ・コート

一般的な研磨布紙の断面が図1である。黒い粒々が研磨材であり、図の下の層が背中の布や紙で、基材（Backing）と呼ばれる。中間の層が研磨材を保持する下引き接着剤層（Make Coat)で、上の層が研磨材をこぼれにくくし製品の柔軟性（曲げたときに折れにくいこと）を高めるための上引き接着剤層（Size Coat）である。

## 製造法
ロールに巻いてある基材に下引き接着剤を塗布し、接着剤の面が下向きになるように繰り出す。その下の「研磨材を散布した平面」との間に静電圧をかけ、研磨材を跳び上がらせて下引き接着剤層にめり込ませ、接着剤を硬化させる。さらに上引き接着剤を塗布し硬化させ、ロールに巻きとる。そのロールを用途に応じシート、帯などに裁断する。外部リンクの工程図を参照。

## 材料

### 基材
綿布、合繊布、クラフト紙のほか、バルカナイズドファイバー、ポリエチレンテレフタラート（PET）、不織布なども使用される。
基材の厚さは日本工業規格で坪量（一定面積当たりの質量）によって規定しているが、 それらを相当する厚みでいえば薄い方から、布は約340 µmと約460 µmと490 µm、紙は約95 µmと約140 µmと約190 µmと約270 µmである。

### 研磨材
日本工業規格『JIS R 6111 人造研削材』が定める人造研磨材と、ガーネットなどの天然研磨材と、ダイヤモンドなどが使用される。
人造研磨材は、褐色電融アルミナ、白色電融アルミナ、電融アルミナジルコニア、黒色炭化けい素、緑色炭化けい素などである。
ページ参照。
粒度は、『JIS R 6010 研磨布紙用研磨材の粒度』に、約2 mmから約10 µmまでの28段階が定められている。

### 接着剤
膠と合成樹脂とが使用されている。炭酸カルシウムなどの充填剤が配合されることもある。おもな合成樹脂は、フェノール樹脂、エポキシ樹脂である。
膠（glue）を「G」、樹脂（resin）を「R」であらわし、図1の「下引き接着剤層」「上引き接着剤層」の順に、G/G、R/G、R/Rなどと記号し、レジンオーヴァーグルーなどと呼ぶ。
膠は柔軟性に富むが、耐熱性・耐水性に乏しく、湿式の環境で作業する耐水研磨紙（『JIS R 6253』)用には使えない。

### その他
空砥ぎペーパー等の名称で市販される紙基材を用いた研磨紙には、研磨剤層にステアリン酸亜鉛等の金属石鹸を添加することで、乾燥状態で使用した場合でも目詰まりが生じにくいようになっている。

## 製品の形状
各項目の末尾の括弧書きはそれぞれのJISが定める最大の寸法である。
- シート：そのまま手仕上げに使用したり、背面にマジックテープを貼り、木片に取り付けて手工具とする。また、多数の短冊状シートを金属リングの外周に放射状に接着し、フラップホイールを製作する。（230 mm×280 mm）
- ロール：長い布紙をぐるぐる巻きしたもの。（0.6 m×50 m）
- ディスク：コンパクトディスク型に打ち抜いたもの。ゴムパッドと重ねて電動工具に取り付け、サンダーの作業をする。基材はヴァルカナイズド・ファイバーであることが多い。（外径235 mm）

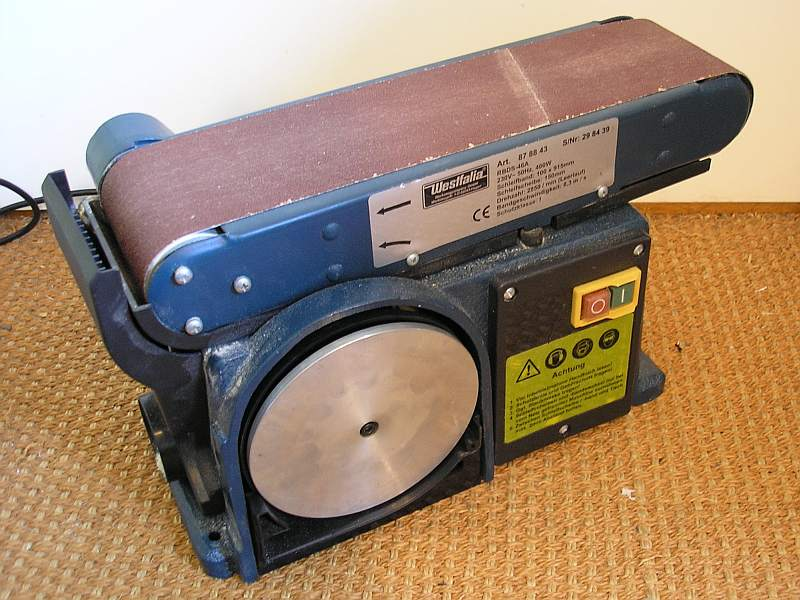
図2 小型ベルト研磨機

- ベルト：帯状の研磨布紙を、研磨面を外側にして両端で接合した輪がベルトである。図2の小型ベルト研磨機に取り付けてある褐色の帯がそれで、右方に見える接合部が斜めなのは、長さを稼いで接合の強度を高めるためである。図では接合箇所の左は布紙の下側を、右は上側を削って、厚さをほかと同じにする。図の場合は右から左へ走らせる。（幅2.5 m×周長3.15 mおよび幅200 mm×周長12.5 m）
- スリーブ：中空の円筒形に接合してある。円筒研磨に用いる。（直径315 mm×幅300 mm）

## 寿命
研削・研磨作業とともに研磨材がしだいに減耗、剥落するまで使えれば天寿を全うしたことになるが、そこまでやると作業効率が著しく低下するため、ある程度研磨材が失われた段階で交換される消耗品である。
作業条件によっては研磨材が抜けこぼれてゆく。目こぼれという。
また、たとえば粘土をこすったりすれば、べったりと付着して研磨材の刃先を隠してしまう。これを目詰まりという。軟らかい金属や樹脂分の多い木材は、研磨布紙の目詰まりを起こしやすい。メーカー側では、研磨材の分布をまばらにする、潤滑剤を塗布するなどの目詰まり防止対策を講じているが、使用者側にも研磨布紙の選択や作業条件の検討が必要である。

## 関連する日本工業規格
- JIS R 6251 研磨布：2006
- JIS R 6252 研磨紙：2006
- JIS R 6253 耐水研磨紙：2006
- JIS R 6255 研磨ディスク：2006
- JIS R 6256 研磨ベルト：2006
- JIS R 6257 円筒研磨スリーブ：2006
- JIS R 6258 軸付研磨フラップホイール：2006
- JIS R 6259 フランジ形研磨フラップホイール：2006
- JIS R 6261 研磨フラップディスク：2006
- JIS R 6010 研磨布紙用研磨材の粒度：2007
- JIS R 6111 人造研削材：2005

これらのJISは、出典に記載したハンドブックに収録されている。